# Mydaus javanensis
Mydaus javanensis (Смердюий скунс яванський) — вид ссавців родини Скунсових.

## Поширення, поведінка
Країни проживання: Індонезія (Ява, Калімантан, Суматра), Малайзія (Сабах, Саравак). Цей вид зустрічається у вторинних лісах і відкритих місцях проживання, таких як сади, прилеглі до лісів. Харчується птаховими яйцями, падлом, комахами, хробаками та рослинами. Він веде нічний спосіб життя, ховаючись в підземних норах протягом дня.

## Підвиди
- M. j. javanensis - Ява, Суматра, і Натуна острови
- M. j. lucifer - Борнео